# Rachias virgatus
Espèce
Rachias virgatus est une espèce d'araignées mygalomorphes de la famille des Pycnothelidae.

## Distribution
Cette espèce est endémique de l'État de Rio de Janeiro au Brésil,.

## Description
La femelle holotype mesure 19 mm.

## Systématique et taxinomie
Cette espèce a été décrite par Vellard en 1924.

## Publication originale
- Vellard, 1924 : « Études de zoologie. » Archivos do Instituto Vital Brazil, vol. 2, p. 1-32 & 121-170.